# Devět miliard božích jmen (sbírka)
Devět miliard božích jmen je sbírka povídek a jedné novely spisovatele Arthura Charlese Clarka. Byla vydána v roce 2002 nakladatelstvím Baronet.
S původním anglickým vydáním ji pojí pouze název a část povídek.
Základem sbírky je výběr Clarkových prací, jejž v roce 1982 vydalo nakladatelství Práce v ediční řadě Kamarád pod názvem Zpráva o třetí planetě. Toto vydání bylo doplněno o 3 povídky ("Hlídka", "Čtvrtý den", "Převaha") a publikováno pod novým, možná i mírně matoucím názvem.
Jediná v knize obsažená novela se jmenuje Setkání s medúzou.

## Obsah sbírky
- Hvězda ("The Star")
- Hlídka ("The Sentinel")
- Maelström II ("Maelstrom II")
- Stěna z temnoty ("The Wall of Darkness")
- ...A ozve se Frankenstein ("Dial F for Frankenstein")
- Kterak se Hercules Keating v orchidej proměnil ("The Reluctant Orchid")
- Dřív než nastal ráj ("Before Eden")
- Záznam ("Playback")
- Tajemství ("The Secret")
- Pomíjivost ("Transience")
- Posedlí ("The Possessed")
- Čtvrtý den ("No Morning After")
- Cesta tmou ("A Walk in the Dark")
- Ze slunce zrození ("Out of the Sun")
- Křížová výprava ("Crusade")
- Božský pokrm ("The Food of the Gods")
- Střílejte veverky ("Hide and Seek") – pozn.: v časopise 100+1 (1965/10) vyšlo pod názvem "Hra na schovávanou".[2]
- Kruté nebe ("The Cruel Sky")
- Na úsvitu věků ("Encounter in the Dawn")
- Kdybych na tebe zapomněl, Země ("If I Forget Thee, Oh Earth...")
- Setkání s medúzou (A Meeting with Medusa) – novela
- Případ s časem ("Trouble with Time")
- Převaha ("Superiority")
- Devět miliard božích jmen ("Nine Billion Names Of God")